# NGC 5921
NGC 5921 je spirální galaxie s příčkou v souhvězdí Hada. Objevil ji William Herschel 1. května 1786.
Od Země je vzdálená 78 milionů světelných let a patří do Skupiny galaxií Panna III.
Na obloze se dá najít 3° severoseverovýchodně od kulové hvězdokupy s označením Messier 5. Středně velký dalekohled ji ukáže jako mírně eliptickou mlhavou skvrnu. Směrem k Zemi je tato galaxie natočena čelně a její fotografie ukazují dvě mohutná spirální ramena, která vychází z dlouhé galaktické příčky.